# Cát Dài
Cát Dài là một phường thuộc quận Lê Chân, thành phố Hải Phòng, Việt Nam.

## Địa lý
Phường Cát Dài có diện tích 0,32 km², dân số năm 2022 là 11.515 người, mật độ dân số đạt 35.984 người/km².

## Lịch sử
Ngày 15 tháng 1 năm 1981, UBND TP. Hải Phòng ban hành Quyết định số 83/QĐ-UBND về việc thành lập phường Cát Dài thuộc quận Lê Chân.
Ngày 20 tháng 7 năm 2022, HĐND TP. Hải Phòng ban hành Nghị quyết số 26/NQ-HĐND về việc:
- Thành lập tổ dân phố số 1 trên cơ sở 3 tổ dân phố: số 4, số 6, số 7.
- Thành lập tổ dân phố số 2 trên cơ sở 3 tổ dân phố: số 3, số 5, số 8.
- Thành lập tổ dân phố số 3 trên cơ sở tổ dân phố số 1 và tổ dân phố số 2.
- Thành lập tổ dân phố số 4 trên cơ sở tổ dân phố số 11 và tổ dân phố số 12.
- Thành lập tổ dân phố số 5 trên cơ sở 3 tổ dân phố: số 9, số 10, số 13.
- Thành lập tổ dân phố số 6 trên cơ sở 3 tổ dân phố: số 14, số 15, số 16.

## Kinh tế - xã hội
Giáo dục
- Trường THCS Trần Phú.

Y tế
- Bệnh viện Hữu nghị Việt – Tiệp.
- Bệnh viện Đa khoa Quốc tế Hải Phòng.

## Văn hóa
- Đền Tam Kỳ.
- Công viên Tam Bạc.

## Giao thông
- Phố Hai Bà Trưng (Cát Dài)
- Phố Nhà Thương
- Phố Trần Nguyên Hãn
- Phố Nguyễn Đức Cảnh.